# Mardi Gras (nave da crociera)
Mardi Gras è una nave da crociera della compagnia Carnival Cruise Line.
Costruita presso il cantiere navale Meyer Turku, in Finlandia, è la quarta nave della classe Excellence a prendere il mare dopo AIDAnova unità capofila, Costa Smeralda e la Iona, già in servizio.

## Navi gemelle
Mardi Gras è parte della classe Excellence, categoria di navi da crociera progettata per il gruppo crocieristico Carnival Corporation & plc per i suoi marchi, ed è la prima nave di questa tipologia costruita per Carnival Cruise Line.
| Nome                 | Sottoclasse   | Armatore             | Stazza (GT) |
| -------------------- | ------------- | -------------------- | ----------- |
| AIDAnova             | classe Helios | AIDA Cruises         | 183 858     |
| Costa Smeralda       | Smeralda      | Costa Crociere       | 185 010     |
| Iona                 | classe XL     | P&O Cruises          | 184 089     |
| Costa Toscana        | Smeralda      | Costa Crociere       | 185 010     |
| AIDAcosma            | classe Helios | AIDA Cruises         | 183 900     |
| Carnival Celebration | classe XL     | Carnival Cruise Line | 181 808     |